# Albert Jónsson
Albert Jónsson (1952) es un diplomático de Islandia.
- 1978: Licenciado en Historia y Ciencias Políticas de la Universidad de Islandia.

- 1979: Maestría de Relaciones Internacionales, Escuela de Economía y Ciencia Política de Londres.

- 1980-1982: Investigador, Comisión de Islandia en Asuntos de Seguridad e Internacionales.

- 1983-2006: Profesor externo en Política Internacional de la Universidad de Islandia.

- 1984-1987: Periodista radial para Islandia Servicio de Radiodifusión.

- 1987-1988: Televisión periodista para Islandia Servicio de Radiodifusión.

- 1988-1991: Director Ejecutivo, Comisión de Islandia en Asuntos de Seguridad e Internacionales.

- 1991-2004: Asesor de Política Exterior del primer ministro.

- 2004 -2006: Asesor Especial del Ministro de Relaciones Exteriores.

- junio hasta octubre de 2006: Asesor de Política Exterior del primer ministro.

- De 2006 a 2009: Embajador en Washington, D C.

- 2009-2011: Cónsul General, Islas Feroe.

Desde 07 de diciembre de 2011 Embajador en Moscú.